# Botanischer Garten Sóller

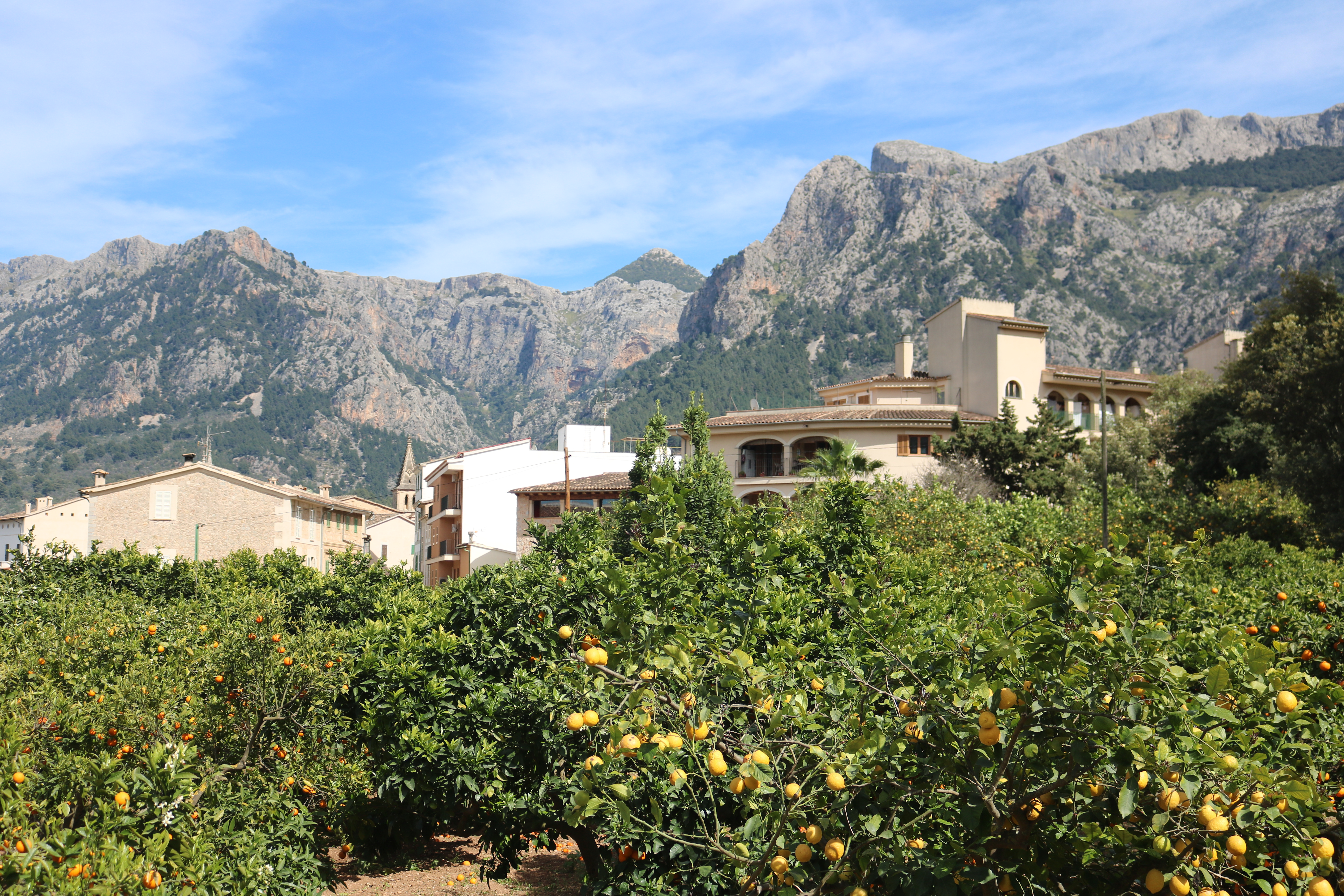
Zitrushain am Nordrand des Botanischen Gartens

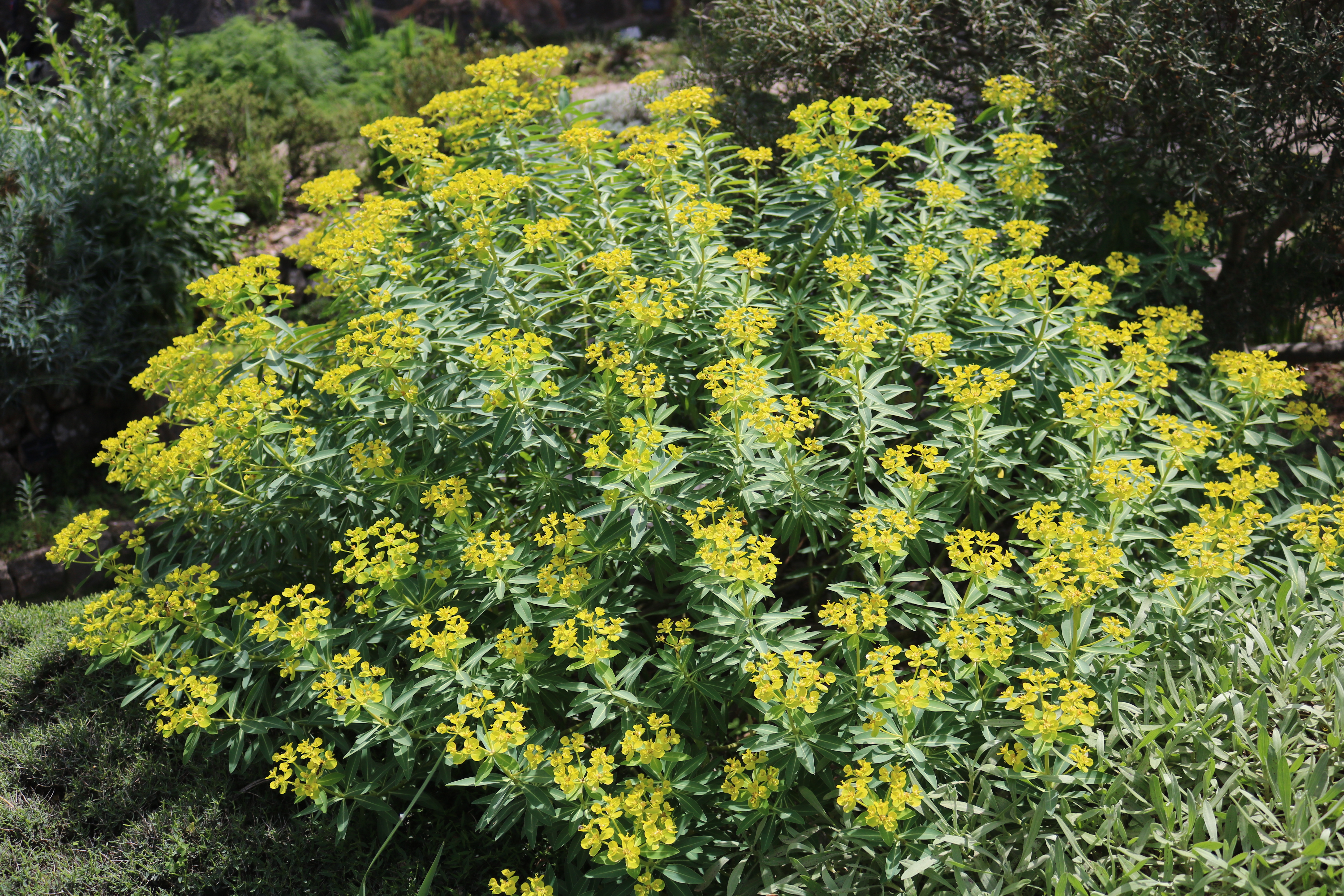
Margalides-Wolfsmilch

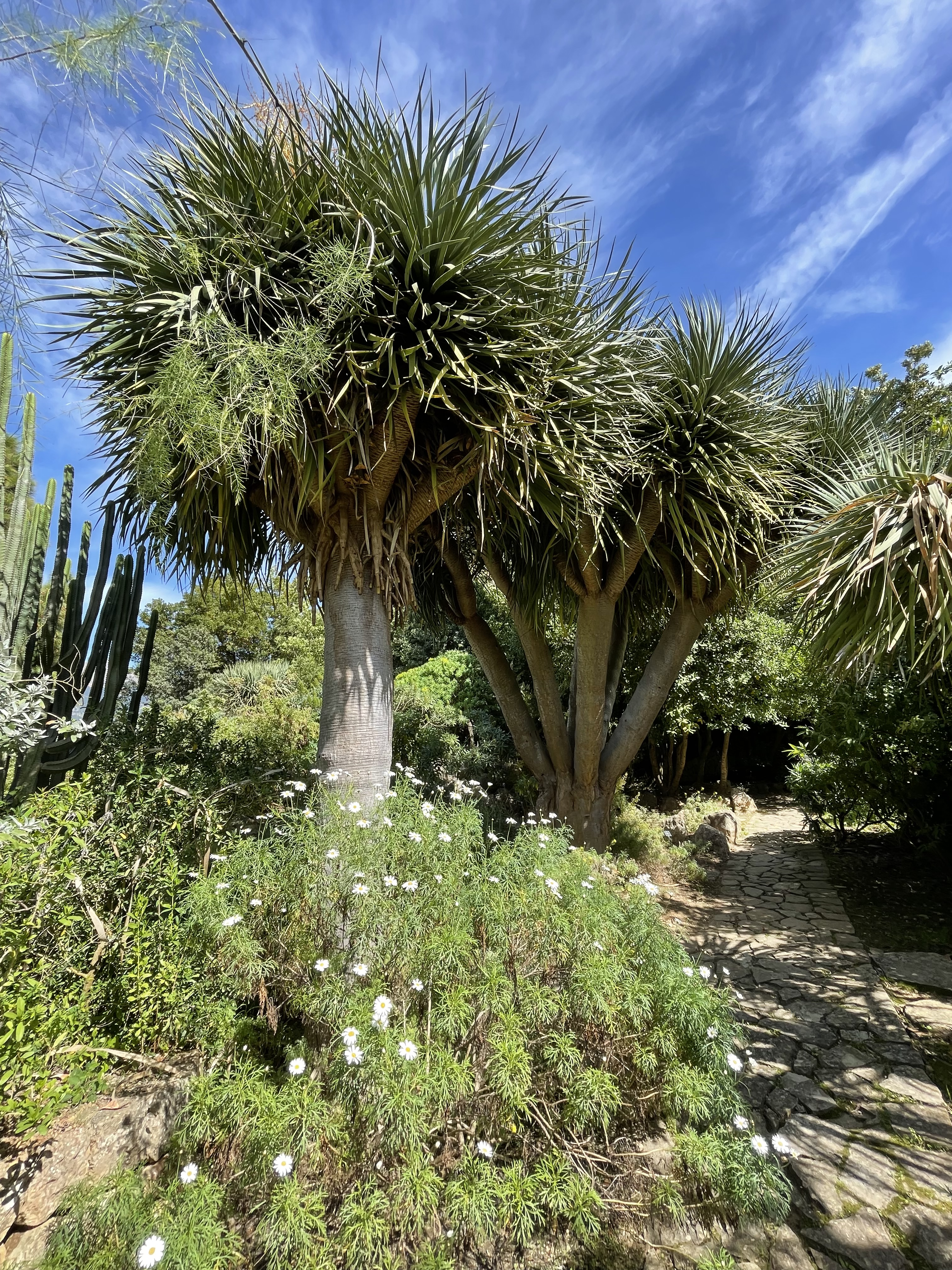
Kanarische Drachenbäume

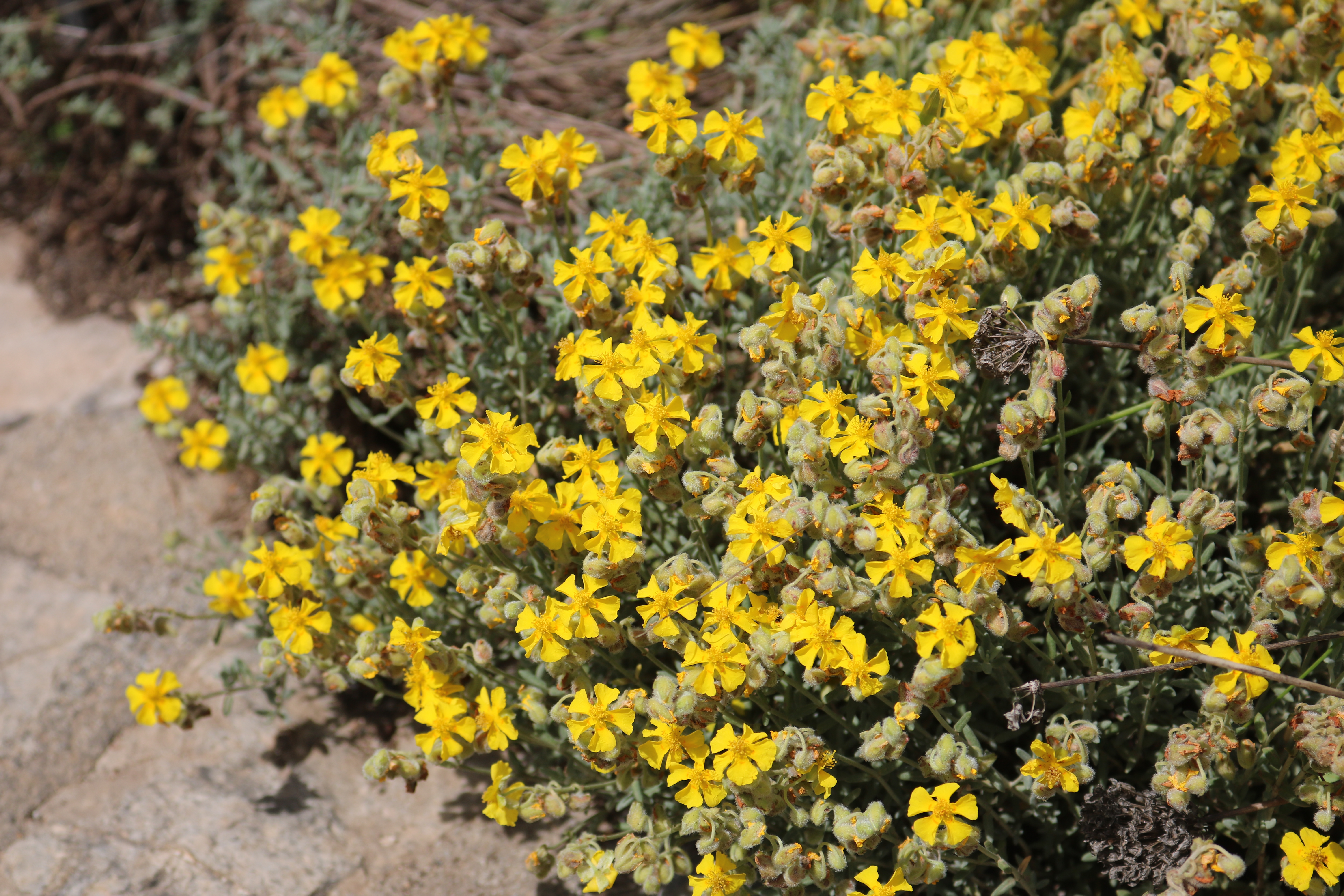
Katzenkopf-Sonnenröschen

Der Botanische Garten Sóller (katalanisch: Jardí botànic de Sóller; spanisch: Jardín botánico de Sóller) befindet sich in der Kleinstadt Sóller auf der spanischen Mittelmeerinsel Mallorca. Die übersichtlich angeordnete Sammlung mit rund 1300 verschiedenen Arten gibt unter besonderer Berücksichtigung der balearischen Pflanzen einen Einblick in die mediterrane Flora.

## Lage
Das etwa ein Hektar große Gelände liegt am südwestlichen Stadtrand von Sóller, der Zugang erfolgt von der Carretera Palma – Port de Sóller bei km-Stein 30,5. Der zentrale Busbahnhof von Sóller befindet sich nur wenige Gehminuten entfernt im Carrer de Cetre.

## Geschichte
Der Botanische Garten wurde 1985 gegründet und 1992 der Öffentlichkeit zugänglich gemacht. Er ging aus dem Privatgarten des um 1900 erbauten Herrenhauses Camp d’en Prohom hervor. Seit 1997 wird der Garten von einer Stiftung verwaltet, der u. a. die Balearische Regierung, die Gemeinde Sòller und die Universität der Balearen angehören. Der Botanische Garten von Sóller ist der einzige wissenschaftlich ausgerichtete Garten der Balearen. Zu der Anlage gehören das Museu Balear Ciéncies Naturals (dt. Balearisches Museum für Naturwissenschaften), ein Herbarium, eine Saatgutbank und eine für alle Besucher zugängliche Bibliothek, in der auch botanische Literatur erworben werden kann.

## Ziele
Übergeordnetes Ziel des Gartens ist es seltene Arten zu pflegen und sie vor dem Aussterben zu bewahren. Im Vordergrund stehen dabei die lokalen Pflanzen der Balearen und angrenzender Gebiete. Regelmäßig werden Vorträge, pädagogische Führungen für Schüler und Fotowettbewerbe angeboten.

## Garten und Pflanzen
In dem Garten werden über 1300 Arten gezeigt, etwa die Hälfte davon kommt auf den Balearen vor. Die Pflanzen sind nach ihrem Lebensraum in verschiedene Sammlungen eingeteilt:
- Den Schwerpunkt der Sammlung bildet die Flora der Balearen, sie findet sich gleich nach dem Kassenhäuschen im südlichen und südöstlichen Bereich des Gartens. Sie umfasst Pflanzen, die an Bachufern, am Strand, in Dünen, in Steineichenwäldern und höheren Berglagen zuhause sind sowie besonders schützenswerte Arten.
- Im östlichen Teil des Gartens ist ein kleiner Bereich für die Flora der Kanarischen Inseln reserviert.
- Der nordöstliche Bereich des Gartens stellt eine Auswahl an Pflanzen von anderen Mittelmeerinseln vor.
- Den Nordteil nimmt eine Sammlung lokaler Obst- und Gemüsepflanzen der Balearen ein, u. a. finden sich dort verschiedene Zitruspflanzen, vornehmlich traditionelle Sorten aus Mallorca.
- Der zentrale Gartenbereich widmet sich subtropischen Zierpflanzen und einer kleinen Sammlung an Kakteengewächsen und Sukkulenten. Auch werden verschiedene Heilpflanzen aus dem mediterranen Raum vorgestellt.

## Besondere Pflanzen
Hervorzuheben sind endemische Arten der Serra de Tramuntana. Ein botanisches Aushängeschild der Sammlung ist die Balearen-Pfingstrose (Paeonia cambessedesii). Im wissenschaftlichen Namen trägt sie den Namen des französischen Botanikers Jacques Cambessèdes (* 26. August 1799 in Montpellier; † 20. Dezember 1863), der auf Empfehlung von Alexander von Humboldt 1824 die balearische Flora erforschte. Weitere Vertreter der endemischen Fels- und Gebirgsflora sind u. a. Balearen-Hufeisenklee (Hippocrepsis balearica), Balearen-Kohl (Brassica balearica), Balearen-Alpenveilchen (Cyclamen balearicum) und Balearen-Fingerhut (Digitalis minor). Ein Endemit von der der Südküste Mallorcas vorgelagerten Insel Cabrera ist der Zitronengelbe Schneckenklee (Medicago citrinia), nur auf einer Felseninsel vor Ibiza kommt die Margalides-Wolfsmilch (Euphorbia margalidiana) vor.
Von der Kanarenflora seien Drachenbäume erwähnt, von der Flora Korsikas das Korsische Veilchen (Viola corsica) und aus dem östlichen Mittelmeerraum die Felsen-Tulpe (Tulipa saxatilis).
Gleich am Eingang des Gartens setzt mit ihren großen Blüten die in Südamerika beheimatete Pfeifenblume (Aristlochia elegans) einen exotischen Akzent. In der Kakteenabteilung macht ein mehrere Meter großer mexikanischer Säulenkaktus (Lophocereus marginatus) auf sich aufmerksam.

## Galerie

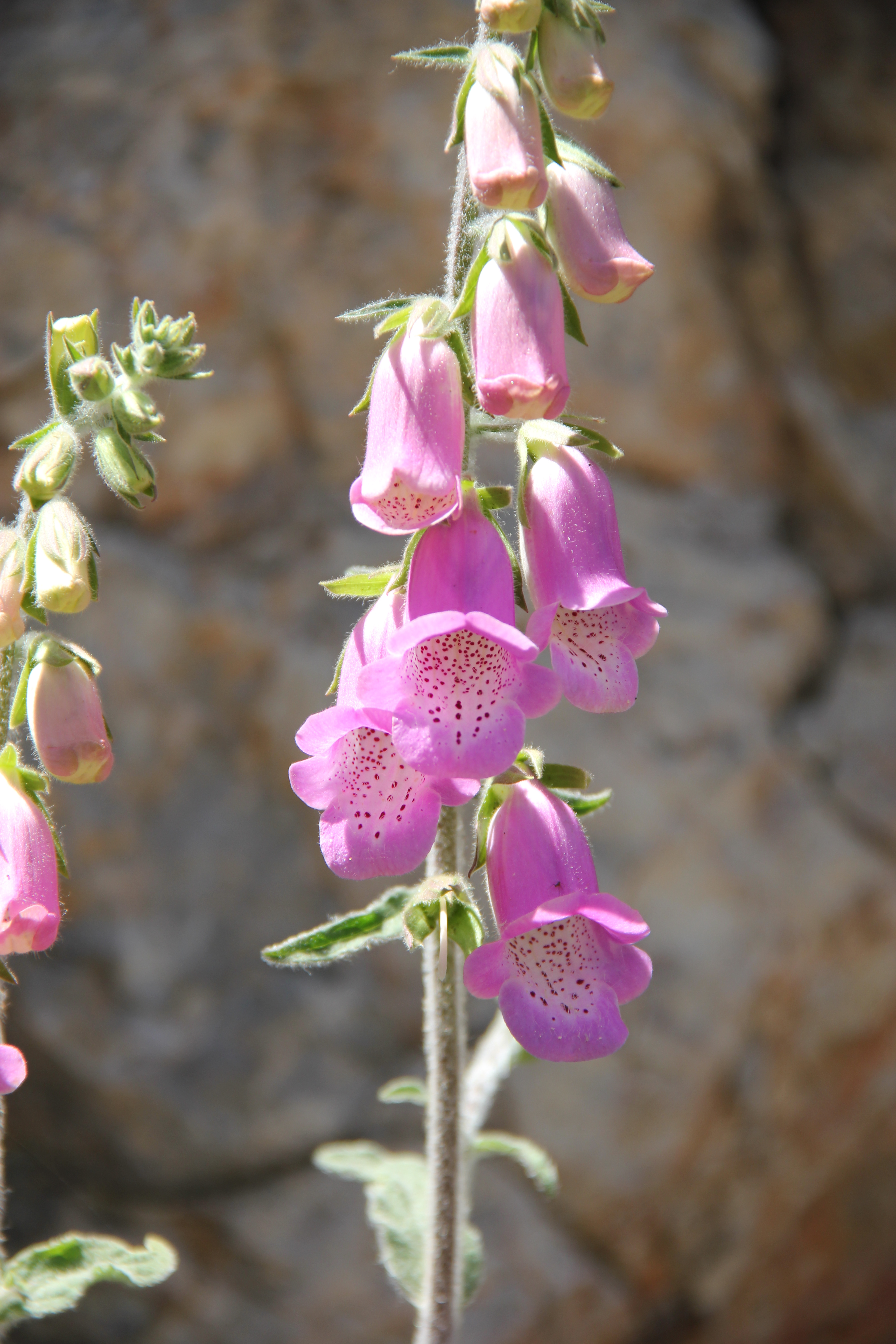
Balearen-Fingerhut
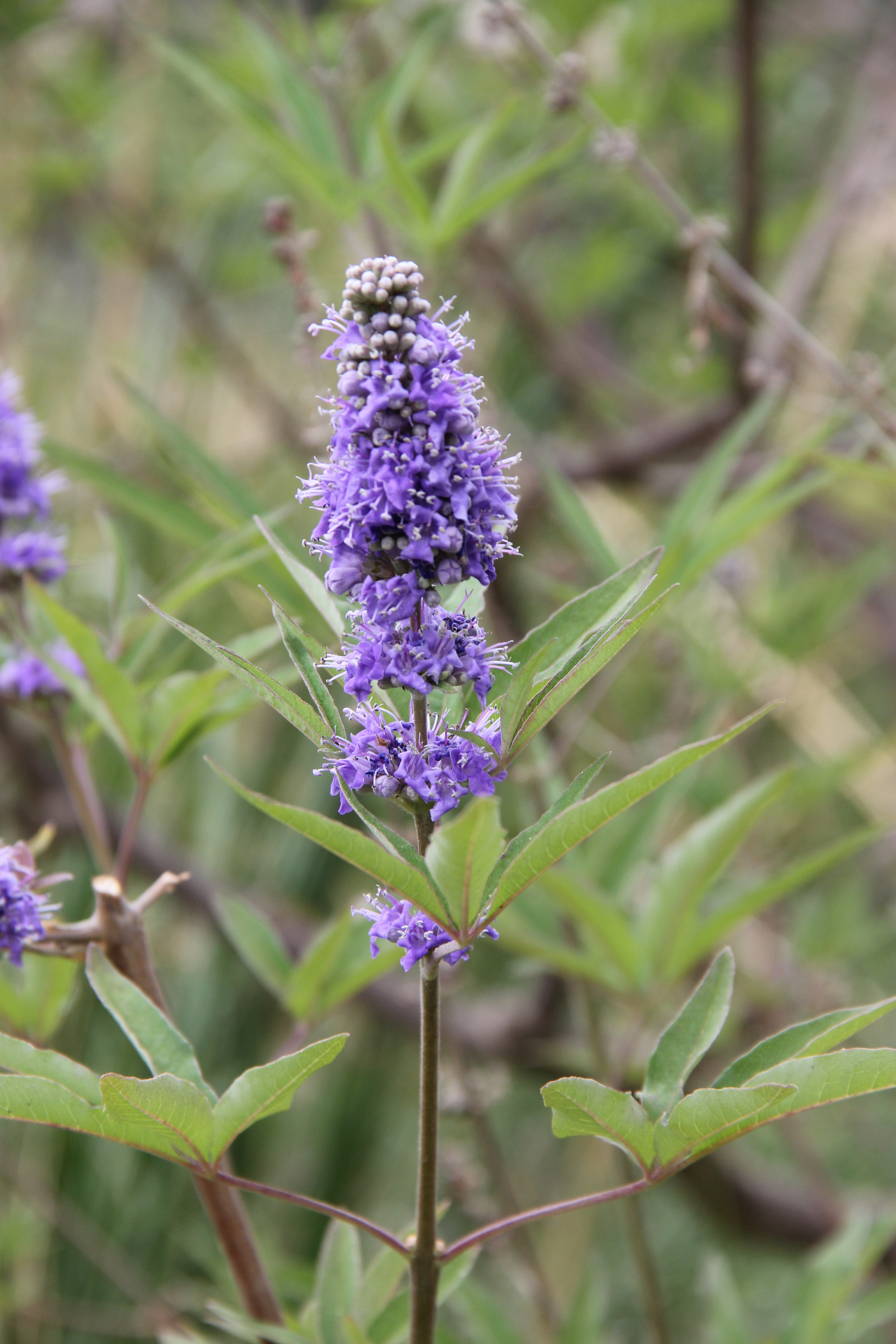
Mönchspfeffer
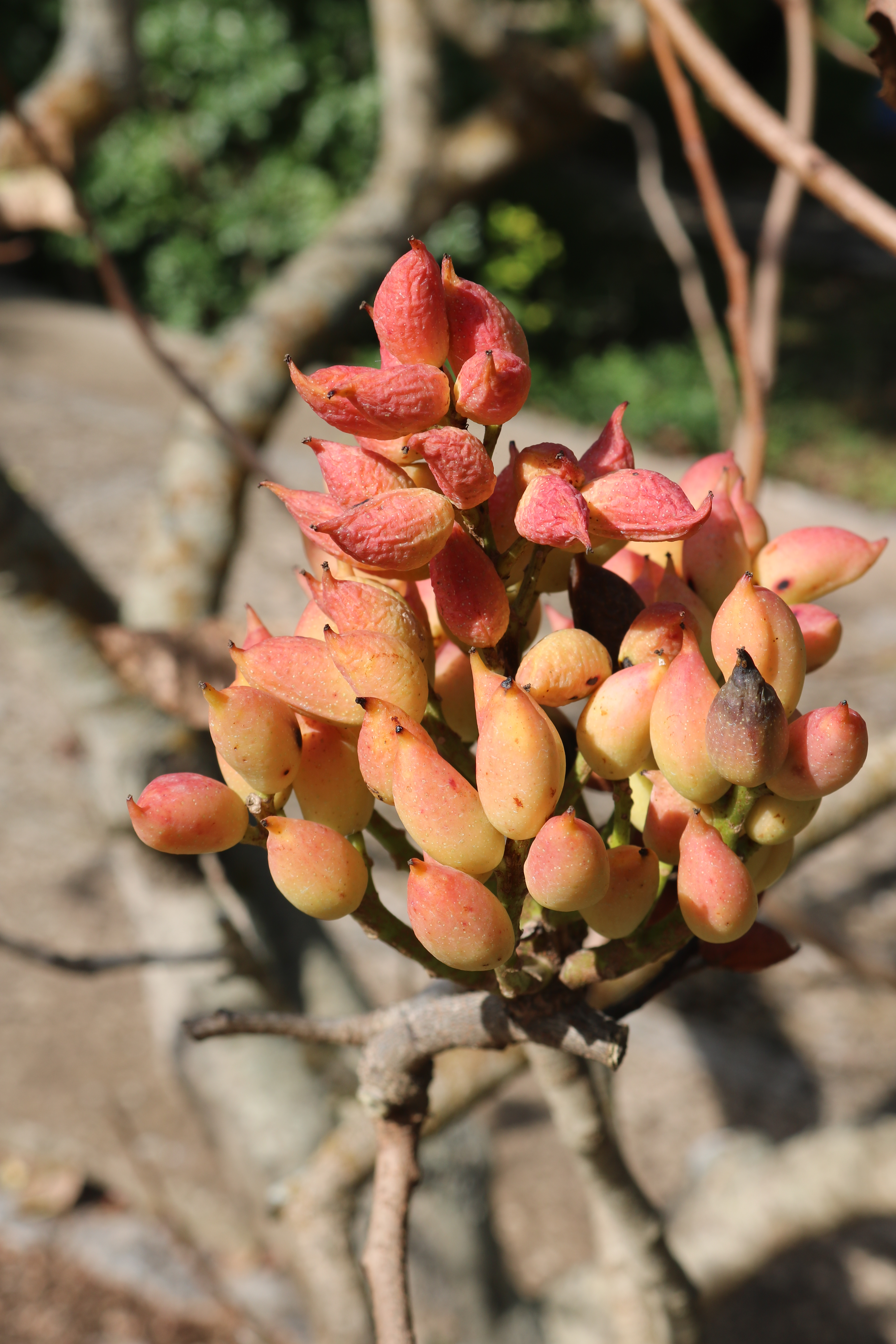
Pistazie
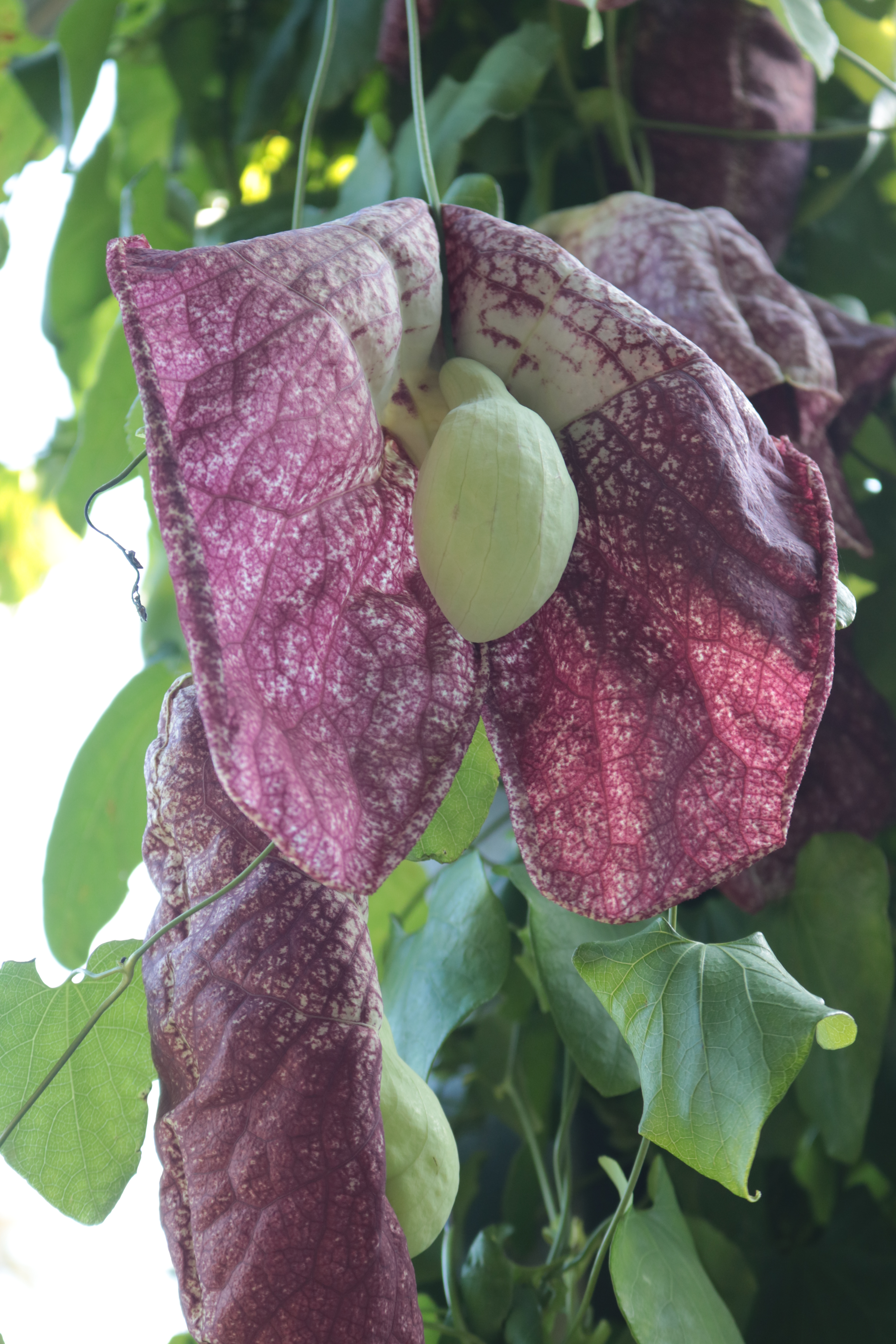
Pfeifenblume
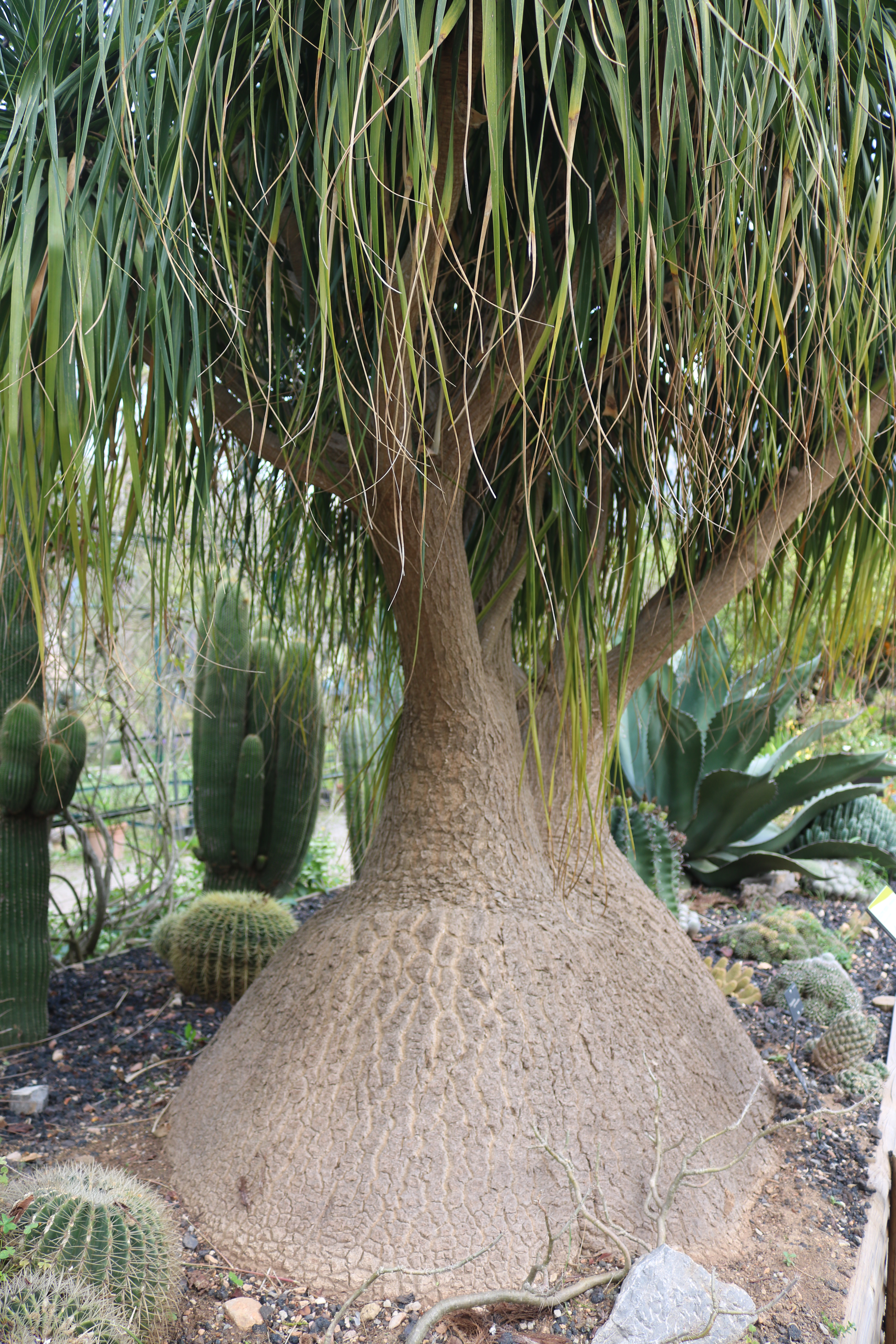
Elefantenfuß
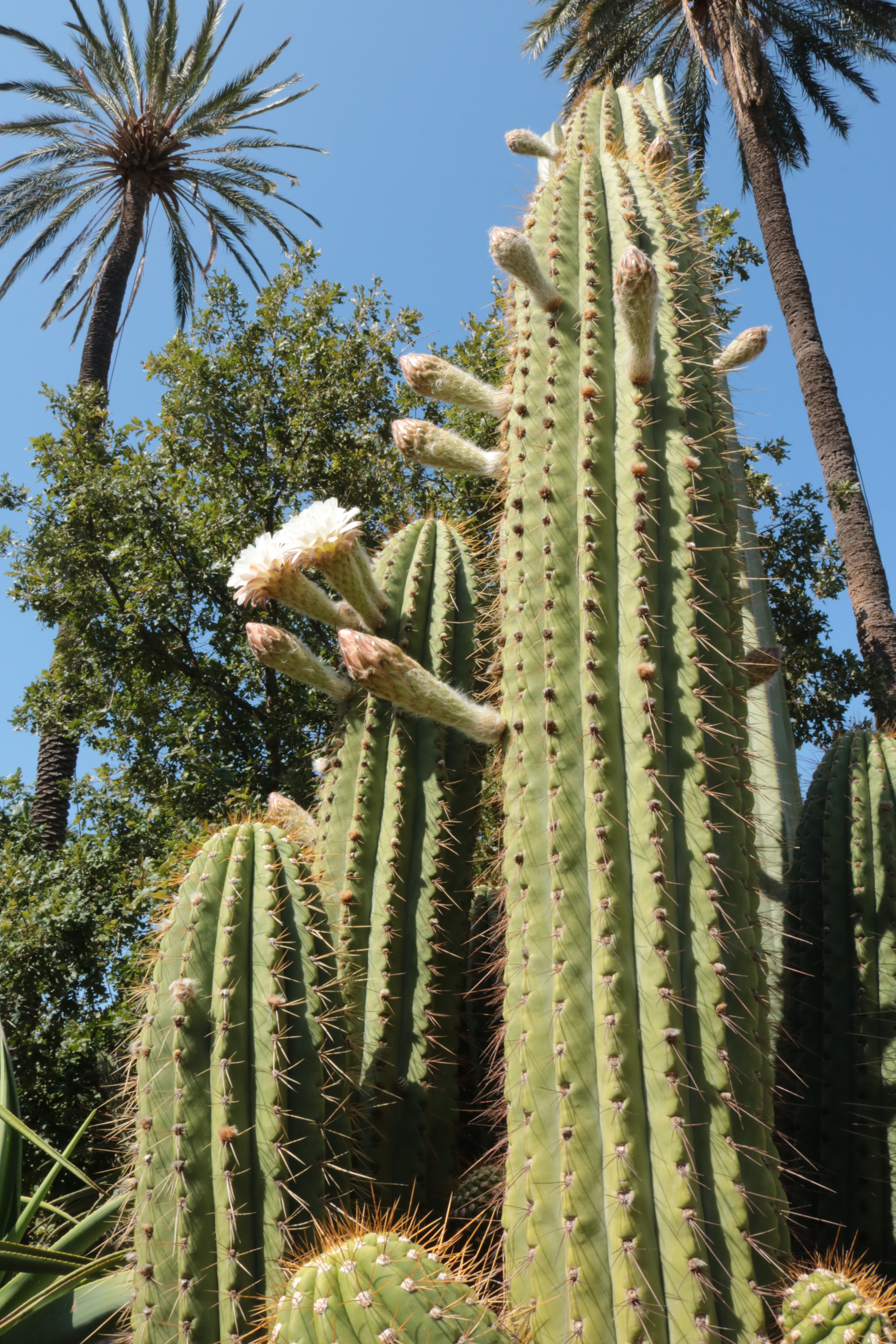
Säulenkaktus
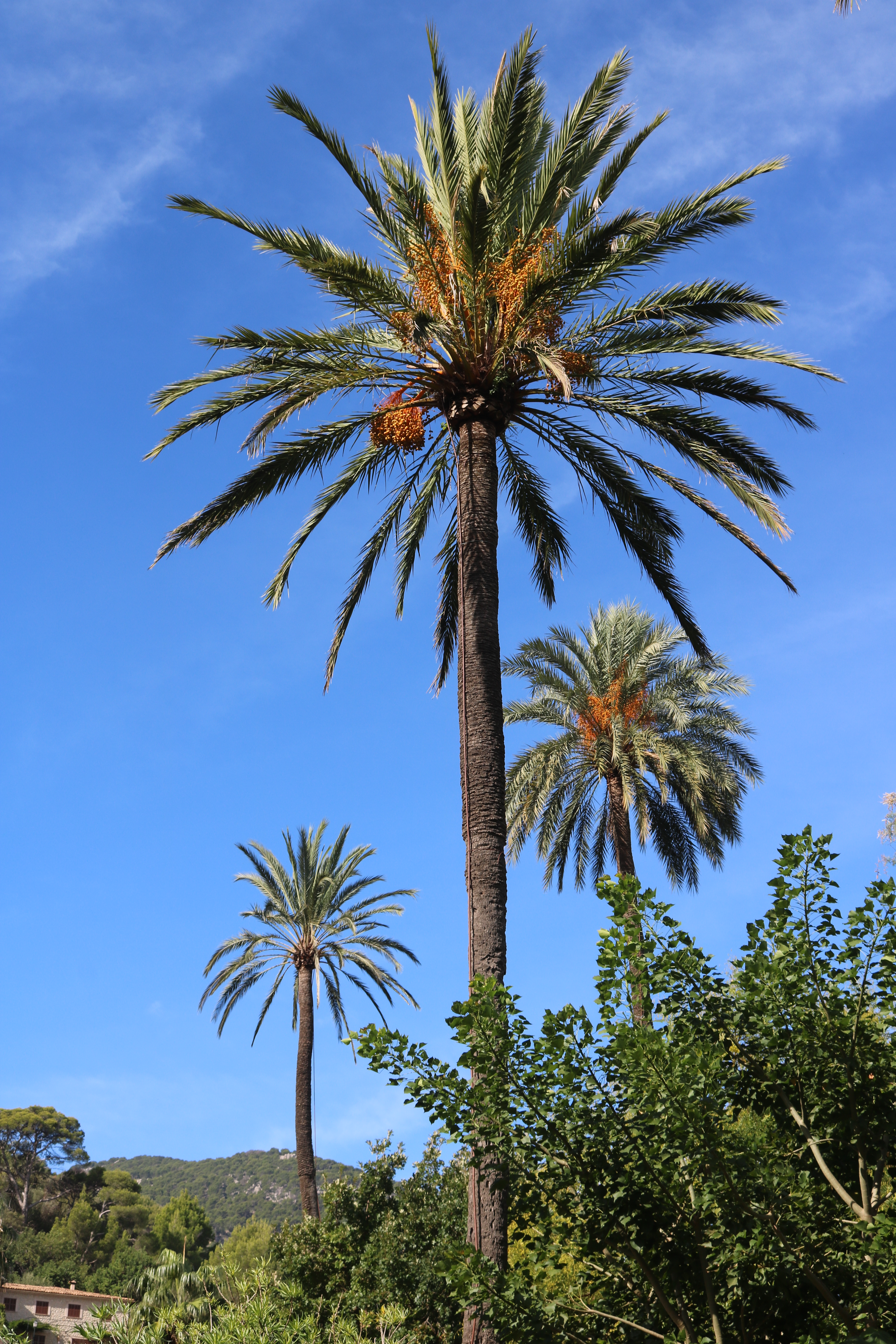
Dattelpalmen
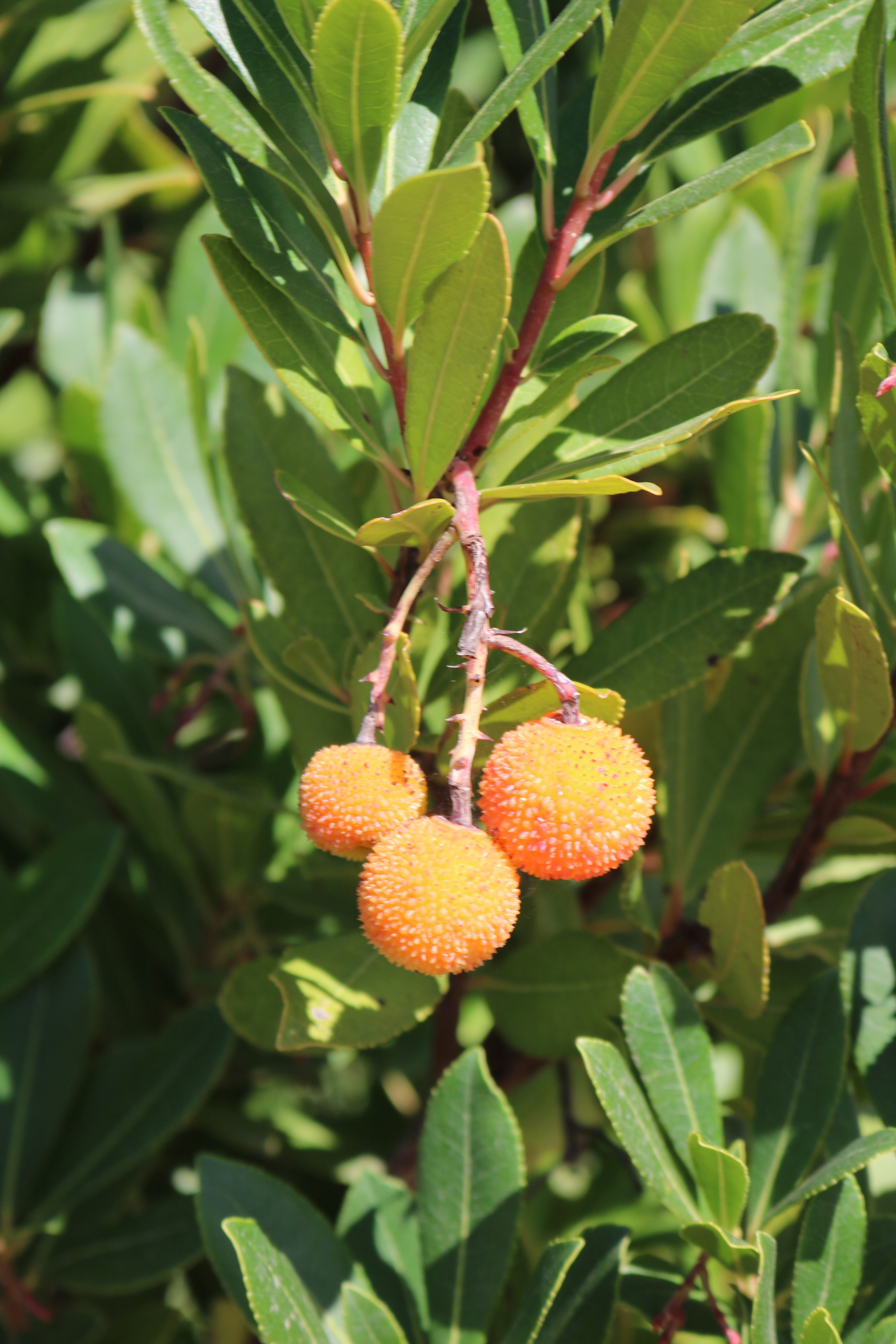
Früchte des Erdbeerbaums